# Khanat Buchara

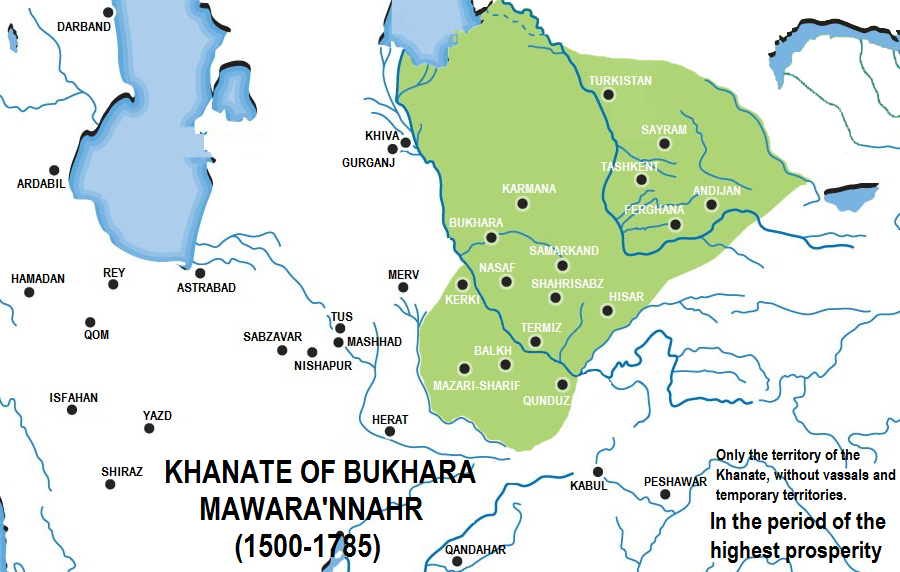
Karte (in Englisch) mit dem Khanat Buchara zur Zeit seiner größten Ausdehnung

Das Khanat Buchara oder Khanat von Buchara (persisch خانات بخارا Chānāt-e Buchārā) war ein 1506 gegründetes Khanat im heutigen Usbekistan, das aus dem Usbeken-Khanat hervorging und 1753/85 zum Emirat Buchara wurde.

## Gründung
Muhammad Schaibani war 1488 bis 1500 als Herrscher des Usbeken-Khanats Vasall der Mogul-Khane, die ihm vorher bei seinen Feldzügen in Transoxanien geholfen hatten. Danach gewann er an Unabhängigkeit und zog gegen die timuridischen Nachfolgestaaten wie Samarqand und Buchara. Schaibanis Hauptgegner waren der Timuride Babur und der persische Schah Ismail.

## Konflikte mit Babur

Jagdszene, Mittelasien, Mitte des 16. Jahrhunderts

Zum Zeitpunkt von Muhammad Schaibanis Tod 1510 unterstanden die Gebiete der Usbeken verschiedenen Statthaltern, so dass Babur in seiner Autobiografie wiederholt von den „Sultanen der Usbeken“ redet:
- In Samarkand saß Schaibanis Sohn Muhammad Temür,
- in Buchara sein Neffe Ubaidullah b. Mahmud,
- in Taschkent Suyunitsch, ein Onkel, und das Heer unterstand Jani Beg, einem Vetter.

Die Khane einigten sich auf den Ältesten, Kütschküntschi (regierte 1510–1530), einen Onkel Muhammad Schaibanis, als neuen Oberherrscher. Als tatkräftigste Fürsten erwiesen sich Ubaidullah und Jani Beg.
1511/12 rückte Babur mit persischer Hilfe nach Buchara und Samarkand vor. Er fand aber diesmal wegen des Fehlverhaltens der Perser keinen Rückhalt in der Bevölkerung, und außerdem verfügten die Usbeken nach wie vor über ein halbwegs intaktes Heer. Nach der Niederlage bei Gadschdiwan 1512 zog Babur nach Afghanistan ab und gründete 1526 das Mogulreich.
Diese persische Episode hatte ein Nachspiel: Da die Bevölkerung des Landes Choresm (mit den Städten Urgentsch und Chiwa) die Perser selbständig aus dem Land warf, regierte dort in Folge eine unabhängige Dynastie unter Ilbars (reg. 1512–25). Ilbars war zwar ein Schaibanide, aber aus einem anderen Zweig der Familie und seine Nachkommenschaft stand nicht mehr unbedingt im Bündnis mit dem Oberherrscher. Dadurch entstand das unabhängige Khanat Chiwa.

## Ubaidullah und Abdullah
1533 bis 1539 herrschte Ubaidullah b. Mahmud, der Neffe Muhammad Schaibanis. Er
führte den Krieg mit dem Iran fort. Er war auch ein Amateurgelehrter und Dichter. Es gelang Ubaidullah jedoch nicht, Schah Tahmasp (reg. 1524–76) zu besiegen: seine fünf Offensiven in Chorassan waren letztlich erfolglos, z. B. verlor er im September 1528 die Schlacht von Turbet-i-Scheich Dscham, da die Iraner über Artillerie verfügten. Außerdem waren seine Befehlshaber im Gegensatz zu ihm an einer dauerhaften Besetzung Chorassans nicht interessiert: Ihnen reichte die Plünderung des Landes. Umgekehrt sah der Schah in den osmanischen Türken seinen Hauptfeind, und deswegen blieben diese Kriege trotz ihrer Verheerungen ergebnislos.
Als Kütschküntschis Sohn Abu Said (reg. 1530–33) starb, wurde Ubaidullah der neue Oberherrscher der Usbeken. Vom Schaibanidenfürsten Choresms besiegt, starb er aber 1539 und mit seinem Tod brachen 17 Jahre lang andauernde Machtkämpfe unter den diversen Usbekenfürsten aus. Erst mit den Regierungsantritten von Pir Muhammad (reg. 1556–1561), seinem Bruder und seinem Neffen Abdullah b. Iskandar (* 1533 / reg. 1556/83–1598) in Buchara und Samarkand ordneten sich die Fürsten wieder unter. Abdullah schaltete dann die rivalisierenden Familien schrittweise aus und eignete sich ihre Besitzungen an.
Die lange Regierungszeit von Abdullah (II.) galt als „gute alte Zeit“ der Usbeken. Er förderte wie zuvor die Timuriden die höfische Miniaturmalerei und die Baukunst, so dass ihm die meisten Großbauten des Landes zugerechnet wurden und auch viele andere Annehmlichkeiten (Lehranstalten, Gärten usw.).
Um 1600 wurden die Usbeken allmählich sesshaft und siedelten sich in den Städten an. Abdullah war ein großer Bauherr, aber auch ein orthodoxer Muslim, der eine Zeit geistiger Stagnation einleitete, während sich die Derwischorden weiter ausbreiteten. Am Ende seiner Regierungszeit schwächten die Pest 1590/91 und verlorene Kriege 1595/98 das Land. Bei Letzterem verbündeten sich die Iraner mit dem bedrohten Fürsten von Choresm und entrissen Abdullah endgültig Chorassan, und auch die Kasachen nutzten ihre Chance und drangen bis Buchara vor.

## Dschaniden
Mit dem Tod von Abdullahs Sohn und Vetter wechselte die Dynastie 1598/99 zu den aus dem Khanat Astrachan stammenden Dschaniden (1599–1785), die zur dschingisidischen Linie der Tuqay-Timüriden gehören. Der Astrachaner Prinz Yar Muhammed (ein Nachkomme Orda Khans) war nach der Eroberung der Stadt Astrachan durch Zar Iwan den Schrecklichen 1554 geflohen und hatte seinen Sohn mit der Tochter Iskanders (reg. 1561–1583) verheiratet. Die Söhne dieser Beziehung erbten mit dem Aussterben der Schaibaniden den Thron.
1599 besiegte Baki Khan (auch Baqi Muhammad, reg. 1599–1605) den erst wenige Tage regierenden Schaibaniden Pir Muhammad und beendete damit die schaibanidische Tradition in Buchara. Diese Übernahme der Macht durch die Dschaniden oder Tuqay-Timüriden war in der Folgezeit ein häufiges Thema in verschiedenen Geschichtswerken Zentralasiens (wie bei den mogulischen Hasan Bik oder Tahir Mohammed), aber auch russische Autoren (wie Joseph Senkowski 1824 und Wladimir Weliaminov-Zernov 1865) sowie weitere, auch westliche Autoren, wie Audrey Burton, beschäftigten sich damit.
Baki wurde der neue Khan und entsandte seinen Neffen Badi al-Zaman nach Badachschan, doch der wurde abtrünnig, so dass Baki eine Armee sandte und Badi tötete. Er zwang 1602/03 die iranischen Safawiden zum Rückzug aus Balch; damit endeten zunächst die persisch-usbekischen Auseinandersetzungen um Chorassan. Sein Bruder Wali Bik wurde zunächst Statthalter von Balch und später, nach dem Tod Bakis 1605, sein Nachfolger als Khan.
Imam Quli Khan (reg. 1610–1640/2) war ein fanatischer Anhänger der Orthodoxie und förderte vor allem den Bau von Moscheen und Medresen. Als er sein Augenlicht verlor, ernannte er seinen Bruder Nadir Muhammed (1640/2–1645, abgesetzt) zum Nachfolger und ging auf eine Wallfahrt nach Mekka, wobei er nur knapp einer prompten Verfolgung durch seinen Bruder entging. Der weltlich gesinnte Nadir Muhammed, vorher Statthalter von Balch, musste den Thron alsbald zugunsten seines Sohnes Abd al-Aziz (reg. 1645–1678) räumen, und zwar auf den Druck der Geistlichkeit hin. Er floh zum persischen Schah, welcher auch einen Vergleich zwischen ihm und seinem Sohn begünstigte, der einige Jahre hielt.
Unter Abd al-Aziz und seinem Bruder Subhan Quli Khan (*ca. 1624, reg. 1678/80–1702, ein Gelehrter) kam es zu einer letzten, bescheideneren Glanzzeit des Landes, wobei neben neuen Medresen auch das Chan-name, das usbekische Nationalepos (und Konkurrenzprodukt zum Schah-name) entstand. Subhan Quli Khan empfing auch Gesandtschaften aus Delhi und Istanbul, ein Zeichen noch vorhandener Bedeutung. Trotzdem wurden die Gegensätze zwischen der Feudalklasse, den Derwischorden und kriegslustigen Stammesgruppen in Grenznähe zu einem inneren Problem, während an den Syrdarja-Grenzen zu den Kasachen große Unruhe herrschte.
Um 1700 entglitt den Khanen, speziell Abu'l Faiz (Sohn von Subhan Quli, reg. 1707–1747), wegen inneren und äußeren Konflikten die Macht über das Ferghanatal. Ein (angeblicher?) Schaibanide namens Schah-Rukh nutzte die Gelegenheit und gründete 1710 das unabhängige Khanat Kokand, das bis 1876 bestand.
Ab 1710 verbündeten sich die Keneges und Kitai-Kiptschaken und riefen in Samarkand einen Gegenkhan aus. In den Folgejahren und insbesondere um 1723 flüchteten große Gruppen von Kasachen vor den Dschungaren nach Buchara und Samarkand. Sie verbündeten sich mit verschiedenen usbekischen Gruppierungen und belagerten bis 1729 mehrfach Buchara. Buchara und Samarkand waren 1730 stark verwüstet.
Die Bedrohung durch die Kasachen wurde geringer, als diesen 1727–30 Erfolge gegen die Dschungaren gelangen.
Im Juli/September 1740 rückten erneut die Perser unter Nader Schah (reg. 1736–1747) heran. Der Khan Abu'l Faiz wollte sich auf Rat des Mangitenclans unterwerfen, aber der Adel zwang ihn zum Krieg. Nadir Schah siegte mit Hilfe seiner überlegenen Artillerie und zog als Sieger in Buchara ein. Er verzichtete aber auf die Plünderung der Stadt, sie war ihm – er hatte zuvor 1740 Delhi geplündert – wohl nicht mehr reich genug. Abu'l Faiz musste sich nun als Vasall bekennen, ein Heiratsbündnis schließen und auf Balch verzichten.

## Wirtschaft, Kultur, Militär in Buchara
Das Usbekenreich versuchte von dem bis 1600 noch ansteigenden Karawanenhandel über Herat (Chorassan) zu profitieren, was auch in gewissen Grenzen gelang. Man verzeichnete im 16. Jahrhundert eine Blütezeit der Wirtschaft, Baukunst, Dichtung und in eingeschränkten Maße auch der Malerei. Selbst im 17. Jahrhundert zeugten die Bauwerke Bucharas und Samarkands von immer noch vorhandenen ökonomischen Ressourcen. Genaue Aussagen über die wirtschaftliche Leistungsfähigkeit sind aber schwierig – es gibt auch die Auffassung, dass der Wohlstand des Landes vom 15. zum 16. Jahrhundert sank. Auf Dauer waren die Usbeken durch die persische Eroberung Chorassans zudem von dem sich entwickelnden Welthandel über die Meere abgeschnitten, das heißt, ökonomisch im Nachteil. Die inneren Konflikte, welche die Usbeken 1539–56 untereinander ausfochten, und die Kriege mit dem Iran, welche Chorassan schwer schädigten, werden die Wirtschaft ebenfalls in Mitleidenschaft gezogen haben.
Im 17. Jahrhundert waren die mittelasiatischen Khanate aber nicht nur ökonomisch benachteiligt, sondern auch kulturell von den übrigen Teilen der islamischen Welt isoliert. Das lag zum einen am Gegensatz der (sunnitischen) Usbeken zum benachbarten (schiitischen) Safawidenreich, zum anderen an einer gewissen kulturellen Ignoranz der einflussreichen Derwischorden. Lediglich Balch, in dem gewöhnlich die Thronfolger residierten, stellte einen Knotenpunkt dar, über den kultureller Austausch mit Indien stattfinden konnte.
Die eingeschränkten ökonomischen Möglichkeiten und die traditionelle Missachtung der Artillerie führten auch dazu, dass die Usbeken den Persern und Moguln gegenüber auf dem Schlachtfeld im Nachteil waren. Dass sie sich im 17. Jh. trotzdem behaupten konnten, lag an der traditionellen Beweglichkeit der Nomaden, die ihren Gegnern einen Abnutzungskrieg aufzwingen konnten. Das zeigte sich z. B. 1647 beim Angriff der Moguln auf Balch, als diese in die Thronfolgestreitigkeiten eingreifen wollten. Im 18. Jahrhundert stellten die Khanate dann keine Militärmacht mehr dar.
Um 1600 wurden die Usbeken langsam sesshaft. Sie siedelten sich in den Oasen und sogar in den Städten an, die bereits von älteren türkischen und von iranischen Bevölkerungsgruppen bewohnt waren.
Das Usbekenreich versuchte von dem bis 1600 noch ansteigenden Karawanenhandel über Herat (Chorassan) zu profitieren, was auch in gewissen Grenzen gelang. Man verzeichnete im 16. Jahrhundert eine Blütezeit der Wirtschaft, Baukunst, Dichtung und in eingeschränkten Maße auch der Malerei. Selbst im 17. Jahrhundert zeugten die Bauwerke Bucharas und Samarkands von immer noch vorhandenen ökonomischen Ressourcen. Genaue Aussagen über die wirtschaftliche Leistungsfähigkeit sind aber schwierig – es gibt auch die Auffassung, dass der Wohlstand des Landes vom 15. zum 16. Jahrhundert sank. Auf Dauer waren die Usbeken durch die persische Eroberung Chorassans zudem von dem sich entwickelnden Welthandel über die Meere abgeschnitten, das heißt, ökonomisch im Nachteil. Die inneren Konflikte, welche die Usbeken 1539–56 untereinander ausfochten, und die Kriege mit dem Iran, welche Chorassan schwer schädigten, werden die Wirtschaft ebenfalls in Mitleidenschaft gezogen haben.

## Übergang zum Emirat
Etwa 1747 wurde Abu'l Faiz von seinem Regenten Muhammad Rahim Bi ermordet. Muhammad Rahim, Führer des Mangit-Clans und abhängig vom persischen Herrscher Nader Schah, bestieg 1753 selbst den Thron, führte anstelle „Khan“ den neuen Titel „Emir“ ein, und regierte bis 1758. Damit waren die Dschaniden entmachtet, und unter Abu'l Ghazi (reg. 1758–85, abgesetzt) regierte bereits der Mangit-Clan das Land, der einst mit den Usbeken ins Land gekommen war. Die Herrscher beriefen sich nun auf Islamische Prinzipien anstatt auf die dschingisidische Abstammung. Buchara war nun einer der wenigen Staaten in Zentralasien, die nicht von den Dschingisiden oder Timuriden regiert wurde.
Einer von Muhammad Rahims Verwandten, Ma'sum Schah Murad († 1799), wurde der Schwiegersohn Abu'l Ghazis und bestieg 1785 selbst den Thron, nachdem er die Dschaniden endgültig abgesetzt hatte und den offiziellen Übergang zum Emirat Buchara vollzog. Er stand den Derwischen nahe und wagte 1788 zum letzten Mal einen Angriff auf den Iran, wobei er Merw eroberte, die Murghab-Dämme zerstörte und die iranische Bevölkerung deportierte. Seine Dynastie hielt sich bis 1920.